# Мескупас Шмуєліс-Іцикас Маушевич
Шмуєліс-Іцикас Маушевич Мескупас (20 серпня 1907, місто Вількомир Ковенської губернії, тепер місто Укмерге, Литва — 13 березня 1942, село Смайляй Біржайського району, тепер Литва) — радянський литовський діяч, секретар ЦК КП(б) Литви. Член Бюро ЦК КП(б) Литви в 1938—1942 роках. Депутат Народного Сейму (Верховної ради) Литовської РСР (у 1940—1942 роках). Депутат Верховної Ради СРСР 1-го скликання (в 1941—1942 роках).

## Життєпис
Народився в родині єврейського ремісника. Навчався в гімназії.
У 1924 році вступив до Комуністичної спілки молоді (КСМ) Литви, з 1925 по 1926 рік — секретар Укмерзького підрайонного комітету комсомолу Литви. У 1927 році —  секретар Каунаського районного комітету КСМ Литви.
У 1927 році був заарештований і ув'язнений у Тільзіті. У 1929 році, перебуваючи у в'язниці, вступив до  Комуністичної партії Литви.
У 1931—1933 роках нелегально працював у Німеччині, де займався організацією видання та транспортування партійної літератури до Литви. З 1931 року — член ЦК Комуністичного союзу молоді (КСМ) Литви. 1933 року заарештований владою Третього рейху і висланий до Литви.
З 1934 року — секретар ЦК КСМ Литви. З 1935 року — член ЦК Комуністичної партії Литви. З 1938 по серпень 1940 року — член Політичного бюро та Секретаріату ЦК Комуністичної партії Литви. У 1935 році був делегатом 7-го конгресу Комінтерну та 6-го конгресу КІМ.
З 15 серпня 1940 року — 2-й секретар ЦК КП(б) Литви.
У березні 1942 року був перекинутий літаком на територію Литви у складі організаційно-оперативної групи ЦК КП(б) Литви для організації центру підпільної партійної роботи та партизанського руху проти німецьких військ на окупованих територіях. 13 березня 1942 року група на чолі з Мескупасом була оточена біля села Смайляй загоном литовської поліції та під час бою знищена.
У 1954 році перепохований на Антакальніському цвинтарі Вільнюса.

## Нагороди та премії
- орден Вітчизняної війни І ст. (посмертно)
- медалі